# GM Z
Z-платформа (англ. Z platform, Z-body) — обозначение, использовавшееся для двух разных типов автомобильных платформ, применявшихся на автомобилях корпорации General Motors.

## GM Z (1959)
Исторически предшествовала платформе от Saturn. Следует, впрочем, отметить, что на момент её разработки в GM ещё не использовались буквенные наименования платформ. Получившая обозначение «Z» впоследствии, она дебютировала в 1959 году на автомобиле компакт-класса Chevrolet Corvair. Применялась только на этой модели, включая второе поколение и различные модификации (500, Monza, Corsa etc). Особенность этой платформы — задний привод и заднее же расположение двигателя. Вкупе с некоторыми конструктивными недостатками это ухудшало устойчивость и предсказуемость поведения автомобиля, что было раскритиковано адвокатом Ральфом Нейдером в книге «Опасен на любой скорости».
На Chevrolet Corvair устанавливался шестицилиндровый двигатель с алюминиевыми блоком цилиндров и различными прочими деталями. До 1964 года в подвеске задней оси и деталях трансмиссии также широко использовался алюминий. С 1965 года задняя подвеска была позаимствована у Corvette, за исключением того, что вместо поперечных рессор использовались пружины.

## GM Z (1990)
Вторая платформа с кодом Z с первой никак не связана. Она была разработана внутри подразделения GM Saturn для своей линейки компактных автомобилей S-Series и имеет переднемоторную, переднеприводную компоновку. Дебютировала в 1990 году как седан SL и купе SC, в 1992 году к ним добавился универсал с кодом SW. В 2002 году платформа была заменена на Delta, а на смену S-Series, соответственно, пришла неудачная модель ION.